# Лісне (Німанський район)
Лісне (рос. Лесное) — селище Німанського району, Калінінградської області Росії. Входить до складу Німанського міського поселення.
Населення —  289 осіб (2015 рік). 